# Обикновен воден габър
Обикновеният воден габър (Ostrya carpinifolia) е дървесен вид от семейство Брезови, който достига до височина 20 m. Кората му е от тъмносива до кафява. Среща се в Европа и Западна Азия на надморска височина до 1000 m.